# Gustaf Gagge
Lars Gustaf Gagge, född 24 april 1873 i Stockholm, död 19 juni 1947 i Sundsvall, var en svensk elektroingenjör.
Gagge, avlade mogenhetsexamen 1892 blev elev vid Kungliga Tekniska högskolan 1893 och avlade avgångsexamen 1896. Han var anställd vid Aseas filial i Stockholm 1896–1899, tillika assistent i praktisk elektroteknik vid Kungliga Tekniska högskolan 1896–1898, konstruktör vid Union Elektricitäts AG i Berlin 1900, ingenjör vid Aseas filial i Sundsvall och vid N.P. Linderbergs Verkstäders AB 1900–1904, chef för Aseas sistnämnda filial från 1904, tillika chef för Sundsvalls Spårvägs AB 1910–1911.